# Billy Charlton
William George Charlton (10 tháng 10 năm 1900 – 20 tháng 6 năm 1981) là một cầu thủ bóng đá người Anh thi đấu ở vị trí inside left cho South Shields, West Ham United, Newport County, Cardiff City, Tranmere Rovers và Workington.
Ông có 137 lần ra sân cho Tranmere, ghi 74 bàn thắng.